# Reforma administracyjna Danii (2007)
Administracyjna reforma Danii, która weszła w życie 1 stycznia 2007 roku, zakładała zastąpienie województw pięcioma regionami oraz redukcję liczby gmin do 98. Nowe gminy przejęły większość obowiązków dawnych województw. Większość z nich ma co najmniej 20 tysięcy mieszkańców.
Reforma została zaakceptowana przez duński parlament 24 lutego 2005 roku.

## Regiony
- Jutlandia Północna – północna część Jutlandii; siedziba władz w Aalborgu
- Jutlandia Środkowa – środkowa część Jutlandii; siedziba władz w Viborgu
- Dania Południowa – południowa część Jutlandii, Fionia i pobliskie wyspy, m.in. Langeland, Als, Ærø; siedziba władz w Vejle
- Region Stołeczny – mniejsza, północno-wschodnia część Zelandii i Bornholm; siedziba władz w Hillerød
- Zelandia – większa, południowo-zachodnia część Zelandii i pobliskie wyspy, m.in. Lolland, Falster, Møn; siedziba władz w Sorø